# Anthony Sean Ramos
Anthony Sean Ramos (Torrance, California, Estados Unidos; 5 de febrero de 2003)  es un futbolista mexicano, nacido en Estados Unidos. Juega como portero y su equipo es el Real SC de la Terceira Liga de Portugal.

## Trayectoria
Ramos comenzó su carrera en el sistema juvenil del equipo LA Galaxy de la Major League Soccer.[1] Hizo su debut profesional con el equipo de reserva del club, LA Galaxy II, en la USL Championship el 3 de octubre de 2020 contra Phoenix Rising. Entró en el minuto 62 por Abraham Romero cuando LA Galaxy II fue derrotado 4-1.

## Selección nacional

### Categorías inferiores
Ramos es elegible para representar a Estados Unidos, Honduras y México

#### Sub-20
Ramos fue convocado por Luis Pérez para la Selección de futbol sub-20 de México, que viajó a Uruguay donde disputó tres partidos amistosos, uno ante Peñarol y dos frente a la Selección de futbol sub-20 de Uruguay, con vista al Campeonato Sub-20 de la Concacaf de 2022 que se celebraría en Honduras.

## Estadísticas

### Clubes
Actualizado al último partido disputado el 3 de octubre de 2020.
| Club                        | Div.          | Temporada     | Liga  | Liga  | Liga  | Copas nacionales | Copas nacionales | Copas nacionales | Copas internacionales | Copas internacionales | Copas internacionales | Total | Total | Total | Media goleadora |
| Club                        | Div.          | Temporada     | Part. | G. R. | V. I. | Part.            | G. R.            | V. I.            | Part.                 | G. R.                 | V. I.                 | Part. | G. R. | V. I. | Media goleadora |
| --------------------------- | ------------- | ------------- | ----- | ----- | ----- | ---------------- | ---------------- | ---------------- | --------------------- | --------------------- | --------------------- | ----- | ----- | ----- | --------------- |
| LA Galaxy II Estados Unidos | 2.ª           | 2020          | 1     | 0     | 0     | —                | —                | —                | —                     | —                     | —                     | 1     | 0     | 0     | 0.00            |
| LA Galaxy II Estados Unidos | Total club    | Total club    | 1     | 0     | 0     | 0                | 0                | 0                | 0                     | 0                     | 0                     | 1     | 0     | 0     | 0.00            |
| Total carrera               | Total carrera | Total carrera | 1     | 0     | 0     | 0                | 0                | 0                | 0                     | 0                     | 0                     | 1     | 0     | 0     | 0.00            |